# سهران (أصفهان)
سنوتشي هي قرية في مقاطعة أصفهان، إيران. يقدر عدد سكانها بـ 1086 نسمة بحسب إحصاء 2016.